# Zvezdni katalog
 Zvézdni katalóg je seznam po navadi objavljen kot katalog leg zvezd. V astronomiji ima ogromno zvezd le kataloške številke. Članek obravnava kataloge, ki so jih največkrat uporabljali. Večina sodobnih katalogov je razpoložljiva v elektronski obliki in se lahko dobi v Nasinem astronomskem podatkovnem središču ali drugod (glej povezavo na koncu).

## Starejši katalogi
Najstarejše znane zvezdne kataloge so izdelali kitajski astronomi.
Vsekakor velja omeniti zvezdni katalog, ki ga je leta 137 objavil Ptolemaj kot del svojega dela Almagest. Njegov katalog navaja lege 1028 zvezd, vidnih iz Aleksandrije do navideznega sija 4m in nekaj šibkejših. Uporabljali so ga preko 1.000 let in je temeljil na zgodnejšem Hiparhovem. Dolgo časa so mislili, da je Ptolemaj posnel ta koledar, čeprav danes izgubljen, z navadno ekstrapolacijo. Z novejšimi raziskavami sistematskih in statističnih napak pa so pokazali da sta Hiparhov in Ptolemajev zvezdni katalog vseeno bolj sorodna, vendar natančna povezava ni znana.
V rabi sta dve vrsti poimenovanja zvezd. Eno izvira iz Bayerjeve Uranometrie iz leta 1603 in velja za svetle zvezde. Ime je sestavljeno iz grške črke in rodilnika imena ozvezdja v katerem se navidezno nahaja. Primera sta α Kentavra (α Cen) (Centaurus - Centauri) ali γ Laboda (γ Cyg) (Cygnus - Cygni). Glej Bayerjevo poimenovanje.
Glavna težava Bayerjevega poimenovanja je bilo pomanjkanje grških črk, saj jih je kmalu začelo zmanjkovati, ko so odkrivali vse temnejše zvezde. John Flamsteed je leta 1725 v Historia coelestis Bitannica vpeljal način poimenovanja, ki je za drugi del ohranil rodilniško ime ozvezdja in namesto črk uporabil števila. Primera sta 61 Laboda (61 Cyg) in 47 Velikega medveda (47 UMa) (Ursa Major - Ursae Majoris). Glej Flamsteedovo poimenovanje za podrobnosti.
Znani zvezdni katalogi skozi zgodovino astronomije so:
| ime kratica                                                   | epoha letnica izida                         | avtor(ji)                                          | število zvezd meja                               | napaka |
| Babilonski zvezdni katalog                                    | okoli 1800 pr. n. št.                       | ?                                                  |                                                  |        |
|                                                               | okoli 360 pr. n. št.                        | Gan De                                             | ?                                                |        |
|                                                               | okoli 350 pr. n. št.                        | Šin Šen                                            | ~800                                             |        |
|                                                               | okoli 300 pr. n. št. / okoli 280 pr. n. št. | Aristil/ Timoharis                                 | ~18 (neohranjen)                                 |        |
|                                                               | okoli 245 pr. n. št.                        | Eratosten                                          | 675 (neohranjen)                                 |        |
|                                                               | do 129 pr. n. št.                           | Hiparh                                             | 850 (neohranjen)                                 |        |
|                                                               | okoli 70                                    | Agripa                                             |                                                  |        |
|                                                               | okoli 100                                   | Menelaj                                            |                                                  |        |
| Almagest                                                      | 138                                         | Ptolemaj                                           | 1028 ► Arhivirano 2007-11-15 na Wayback Machine. |        |
|                                                               | okoli 890                                   | Albatani                                           |                                                  |        |
| Knjiga o nepomičnih zvezdah (Kitab Suvar al-Kavakib)          | 986 epoha 964                               | Ali Sufi                                           |                                                  |        |
|                                                               | 1030                                        | Al-Biruni                                          |                                                  |        |
|                                                               | 1097                                        | Omar Hajam                                         | 36                                               |        |
|                                                               | 1282                                        | at-Tusi                                            |                                                  |        |
| Zidž Ulug-Begi                                                | 1437                                        | Ulug Beg                                           | 994                                              |        |
|                                                               | 1592                                        | de Brahe                                           | 777                                              |        |
| Astronomiae instauratae progymnasmata                         | 1602                                        | de Brahe/ Kepler                                   |                                                  | < 1'   |
| Uranometrija (Uranometria)                                    | 1603                                        | Bayer                                              | ~ 1200                                           |        |
| Catalogus stellarum australium                                | 1679                                        | Halley                                             | 341 (južno nebo)                                 |        |
| Firmamentum Sobiescianum sive Uranographia                    | 1690                                        | Hevel                                              | 1564 (+341, južno nebo)                          |        |
| Historia coelestis Britannica                                 | 1725 srednja epoha 1689                     | Flamsteed                                          | > 3000                                           |        |
| Uranographia Britannica                                       | okoli 1750                                  | Bevis                                              |                                                  |        |
| I Ksjang Kao Čeng                                             | 1757                                        | Anton Gogeisl/ Hallerstein/ Kögler/ Felix de Rocha | 3083                                             |        |
|                                                               | 1762                                        | Bradley                                            |                                                  |        |
| Coelum Australe Stelliferum                                   | 1763                                        | de Lacaille                                        | 10.000 (južno nebo)                              |        |
| Uranographia                                                  | 1801                                        | Bode                                               | > 17.000                                         |        |
| Histoire celeste française                                    | 1801                                        | de Lalande                                         | 47.000                                           |        |
| Atlas novus coelestis                                         | 1808                                        | Harding                                            | 120.000                                          |        |
|                                                               | 1814                                        | Piazzi                                             | 7646                                             |        |
|                                                               | 1818                                        | Bessel                                             | 50.000                                           |        |
| Uranometria Nova                                              | 1843                                        | Argelander                                         | 3256                                             |        |
| Armaghov katalog                                              | 1859                                        | Robinson                                           | 5345                                             |        |
| Bonski pregled (Bonner Durchmusterung (BD))                   | 1862                                        | Argelander                                         | 324.189 δ > -1°                                  |        |
| Capeov fotografski pregled (Cape Photographic Durchmusterung) | epoha 1875                                  | Kapteyn                                            | 454.875 (južno nebo)                             |        |
| Osnovni katalog (Fundamentalkatalog (FK))                     | 1879                                        | von Auwers                                         |                                                  |        |
| BD                                                            | 1903                                        |                                                    | 457.848                                          |        |
| Dvozvezdja in večkratne zvezde                                |                                             |                                                    |                                                  |        |
|                                                               | 1782                                        | William Herschel                                   |                                                  |        |
|                                                               | 1824                                        | John Herschel/ South                               | 380                                              |        |
| Catalogus novus stellarum duplicium                           | 1827                                        | F. von Struve                                      | 3112                                             |        |
|                                                               | 1879                                        | Aitken                                             | > 3000                                           |        |